# Kent Island (ö i Australien, Western Australia)
Kent Island är en ö i Australien. Den ligger i delstaten Western Australia, omkring 2 200 kilometer nordost om delstatshuvudstaden Perth.
Omgivningarna runt Kent Island är i huvudsak ett öppet busklandskap. Trakten runt Kent Island är nära nog obefolkad, med mindre än två invånare per kvadratkilometer. Genomsnittlig årsnederbörd är 1 112 millimeter. Den regnigaste månaden är februari, med i genomsnitt 295 mm nederbörd, och den torraste är augusti, med 1 mm nederbörd.